# Oxinjau
Oxinjau, também grafada como Otchinjau e Otchindjau, é uma vila e comuna angolana que se localiza na província de Cunene, pertencente ao município de Cahama.